# Candybar (minialbum)
Candybar – debiutancki minialbum polskiej piosenkarki Marie wydany 19 czerwca 2020 roku poprzez Thecutestlabel.

## Autorstwo i historia wydania
Utwory z EP-ki zostały stworzone poprzez Marie, Producenta Adama oraz Jana Porębę. Album został wydany 19 czerwca 2020 roku poprzez Thecutestlabel w formatach digital download, streaming oraz CD.

### Reedycja
13 maja 2021 wydana została reedycja albumu wzbogacona o dwa dodatkowe utwory: „Cotton Candy” oraz „Honey” (angielskie wersje piosenek „Wata” i „Miód”).

## Listy utworów
| Edycja standardowa | Edycja standardowa | Edycja standardowa       | Edycja standardowa | Edycja standardowa |
| Nr                 | Tytuł utworu       | Autorzy                  | Produkcja          | Długość            |
| ------------------ | ------------------ | ------------------------ | ------------------ | ------------------ |
| 1.                 | „Miód”             | Jan Poręba · Julita Kusy | Adam Lato          | 3:42               |
| 2.                 | „Matka Polka”      | Julita Kusy              | Adam Lato          | 2:51               |
| 3.                 | „Chewing Gum”      | Adam Lato · Julita Kusy  | Adam Lato          | 3:01               |
| 4.                 | „Słony karmel”     | Adam Lato · Julita Kusy  | Adam Lato          | 3:33               |
| 5.                 | „Wata”             | Adam Lato · Julita Kusy  | Adam Lato          | 3:45               |
|                    |                    |                          |                    | 16:52              |

| Reedycja | Reedycja       | Reedycja                 | Reedycja  | Reedycja |
| Nr       | Tytuł utworu   | Autorzy                  | Produkcja | Długość  |
| -------- | -------------- | ------------------------ | --------- | -------- |
| 1.       | „Miód”         | Jan Poręba · Julita Kusy | Adam Lato | 3:42     |
| 2.       | „Matka Polka”  | Julita Kusy              | Adam Lato | 2:51     |
| 3.       | „Chewing Gum”  | Adam Lato · Julita Kusy  | Adam Lato | 3:01     |
| 4.       | „Słony karmel” | Adam Lato · Julita Kusy  | Adam Lato | 3:33     |
| 5.       | „Wata”         | Adam Lato · Julita Kusy  | Adam Lato | 3:45     |
| 6.       | „Honey”        | Jan Poręba · Julita Kusy | Adam Lato | 3:42     |
| 7.       | „Cotton Candy” | Adam Lato · Julita Kusy  | Adam Lato | 3:45     |
|          |                |                          |           | 24:19    |

## Twórcy
- Julita Kusy – słowa, muzyka do utworu „Matka Polka”, aranżacja utworu „Miód”
- Adam Lato – muzyka do utworu „Chewing Gum”, „Słony karmel” oraz „Wata”, aranżacja utworu „Matka Polka”, „Słony karmel” i „Wata”, produkcja
- Jan Poręba – muzyka do utworu „Miód”[2]

## Single
Album promowały trzy single: „Miód”, „Matka Polka” oraz „Chewing Gum”. Wszystkie zostały wydane 5 czerwca 2020 roku. Drugi z nich zajął szczyt Lublisty Polskiego Radia Lublin, a „Chewing Gum” dostał się na notowanie iTunes. Ponadto reedycję promował singel „Cotton Candy” opublikowany 16 sierpnia 2020.

## Wideografia
Teledyski powstały do utworów:
- „Miód” (reż. Marie)[10]
- „Matka Polka” (reż. Marie)[11]
- „Chewing Gum” (reż. Andżelika Jamróz)[12]
- „Wata” (reż. Marie)[13]
- „Cotton Candy” (reż. Marie)[14]

## Historia wydania
| Obszar     | Data            | Format                      | Wersja   | Wytwórnia      | Przypis |
| ---------- | --------------- | --------------------------- | -------- | -------------- | ------- |
| Polska     | 13 maja 2021    | CD                          | reedycja | Thecutestlabel | [ 4 ]   |
| Polska     | 19 czerwca 2020 | CD                          | oryginał | Thecutestlabel | [ 3 ]   |
| Cały świat | 19 czerwca 2020 | digital download, streaming | oryginał | Thecutestlabel | [ 1 ]   |